# Колориметрия (наука)
Колориметрия — дисциплина, изучающая методы измерения и численного описания цвета, определения сходства и различия цветов.

## Задачи колориметрии
По научным представлениям, цвет является не явлением объективной реальности, а способом восприятия окружающей действительности с помощью органов чувств. Таким образом, само по себе восприятие цвета индивидуально и не может быть представлено универсальной точной моделью. Человеческий глаз может различать небольшие различия в составе воспринимаемых им излучений, но при этом не замечать значительных различий в его характеристиках, в зависимости от характера этого самого излучения, а также подстраивать восприятие цветов под условия среды. Несмотря на это, существуют задачи, успешно решаемые с той или иной степенью погрешности:
- Создание двух независимо окрашенных поверхностей так, чтобы их цвет воспринимался как одинаковый, а цветовой переход между ними — по возможности незаметным;
- Определение цветового контраста между образцами, позволяющее гарантировать их различимость при определённых условиях, причём как для людей с усреднённым восприятием цветов, так и при разных видах цветовой слепоты;
- Сравнение цветовых характеристик изображения, снятого на камеру, и приведение цветовых характеристик воспроизведённого изображения к тем, которые соответствовали бы непосредственному наблюдению;
- Определение узнаваемости цветового оттенка как по отдельности, так и в сравнении с другими цветами.

Для успешного решения этих задач требуется выразить цвет как некую величину.

## Методы колориметрии
Наиболее простым методом определения цвета является атлас цветов. В этом случае система, по которой каждому цвету присваивается координата, не имеет значения. Данный метод хорошо подходит для определения цвета, отражённого от поверхности, а также для калибровки кино-, фото- и видеокамер, но практически бесполезен при определении характеристик излучаемого от какой-либо поверхности света.
Наиболее точные результаты дают методы спектро- и фотометрии. Однако для большинства областей, где применяется колориметрия, эти методы избыточны.
Ещё один метод заключается в симуляции восприятия цвета человеческим глазом в контролируемых условиях с помощью специальных приборов — колориметров.

## Цветовые пространства
Методом выражения цвета является указание его координат в специальной системе координат, называемой цветовым пространством. Разные цветовые пространства имеют разное назначение, например такие пространства, как RGB или CMYK привязаны к способу воспроизведения цвета тем или иным устройством, не ставя задачи точного воспроизведения цвета, другие (такие, как RAL и NCS) — наоборот, предназначены для достижения максимально точного воспроизведения цвета без привязки к источнику.